# 同慶 (越南)
同慶（越南语：／，1885年—1889年）是越南大南国阮朝同慶帝的年号，1885年9月19日（咸宜元年八月十一日），同庆帝正式即位，以来年为同庆元年，当年仍称咸宜元年。同年九月下旬，经大臣商议，以十月朔（11月7日）以后为同慶乙酉年。1889年2月1日（同慶四年正月初二）改元成泰，共计5年。

## 纪年
| 同慶 | 乙酉年     | 元年       | 二年       | 三年       | 四年       |
| 公元 | 1885年     | 1886年     | 1887年     | 1888年     | 1889年     |
| 干支 | 乙酉       | 丙戌       | 丁亥       | 戊子       | 己丑       |
| 清朝 | 光緒十一年 | 光緒十二年 | 光緒十三年 | 光緒十四年 | 光緒十五年 |
| 日本 | 明治18年   | 明治19年   | 明治20年   | 明治21年   | 明治22年   |